# Älgarås
Älgarås è un'area urbana della Svezia situata nel comune di Töreboda, contea di Västra Götaland.
La popolazione rilevata nel censimento 2010 era di 417 abitanti .